# Villa Nicolás Zapata
Villa Nicolás Zapata är en ort i Mexiko.   Den ligger i kommunen Totolapan och delstaten Morelos, i den sydöstra delen av landet, 50 km sydost om huvudstaden Mexico City. Villa Nicolás Zapata ligger 2 426 meter över havet och antalet invånare är 357.
Terrängen runt Villa Nicolás Zapata är huvudsakligen kuperad, men västerut är den bergig. Terrängen runt Villa Nicolás Zapata sluttar söderut. Runt Villa Nicolás Zapata är det ganska tätbefolkat, med 144 invånare per kvadratkilometer. Närmaste större samhälle är Amecameca de Juárez, 18,0 km nordost om Villa Nicolás Zapata. Trakten runt Villa Nicolás Zapata består till största delen av jordbruksmark.